# Volgoverkhovie
Volgoverkhovié (en russe : Волговерхо́вье ou Волгино Верховье) est un petit village du raïon d'Ostachkov dans l'oblast de Tver, situé à 42 km de la ville d'Ostachkov. Le village est connu du fait que c'est sur son territoire que se trouve la source de la Volga, qui est un attrait intéressant pour le tourisme.

## La source de la Volga
Cette source de la Volga se trouve à 250 m du village, à une altitude de 288 m. Elle se situe au milieu d'un marais.
Dans le village se trouve le monastère Sainte-Olga pour femmes avec son église de la Transfiguration qui date de la fin du XIXe siècle. Appartiennent également au monastère : la chapelle en bois Saint-Nicolas et la statue de ce saint, toutes deux près de la source. En 1999, le patriarche Alexis II de Moscou est venu bénir la source.

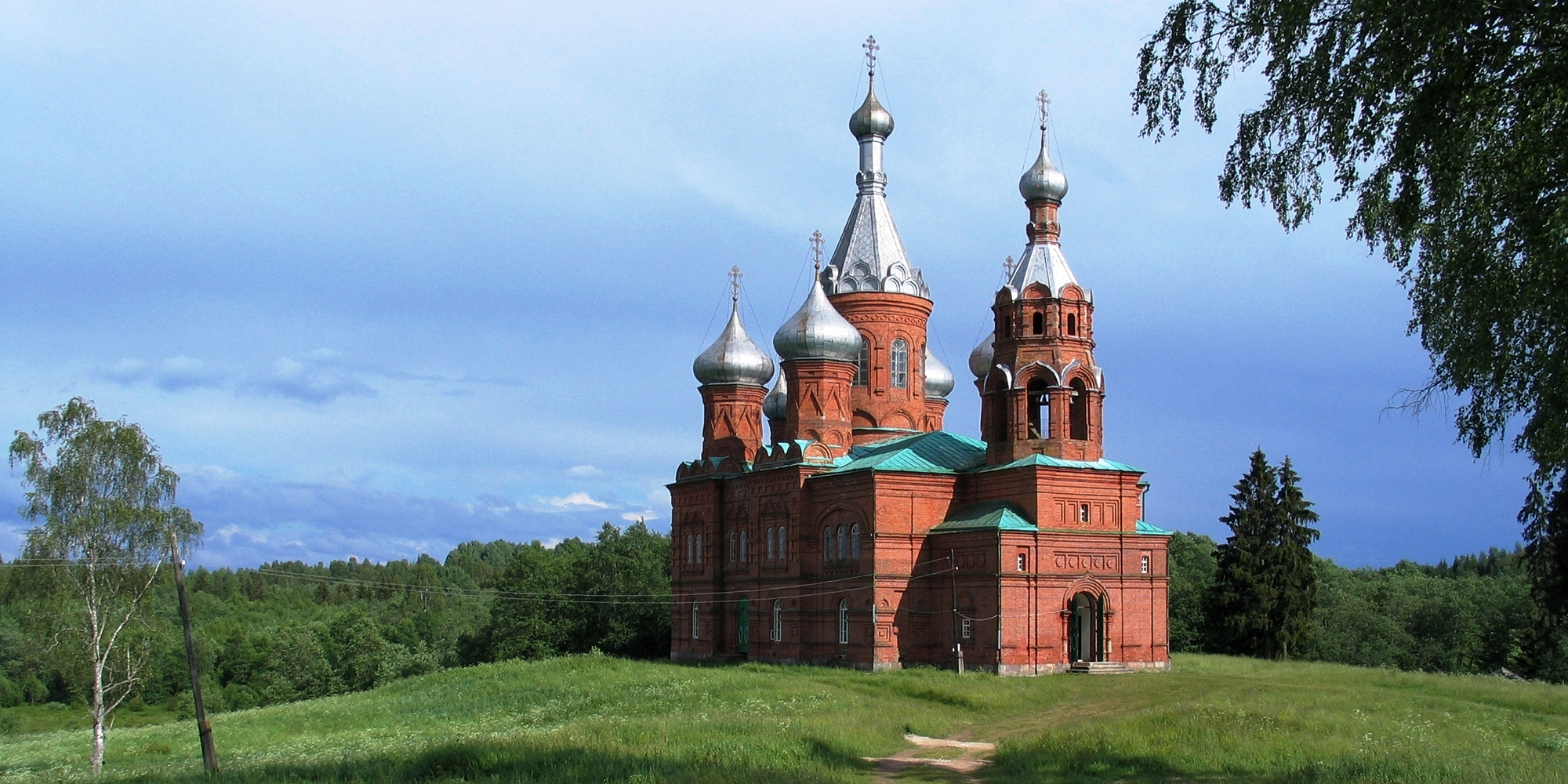
Église de la Transfiguration au village de Volgoverkhovie

### Premier barrage sur la Volga
Dans le village se trouve le premier petit barrage du cours de la Volga construit au début du XXe siècle,.

## Population
Le recensement de 2010 ne renseignent plus qu'un seul habitant dans le village. En 2002, on en renseignait encore 5.

## Photographies

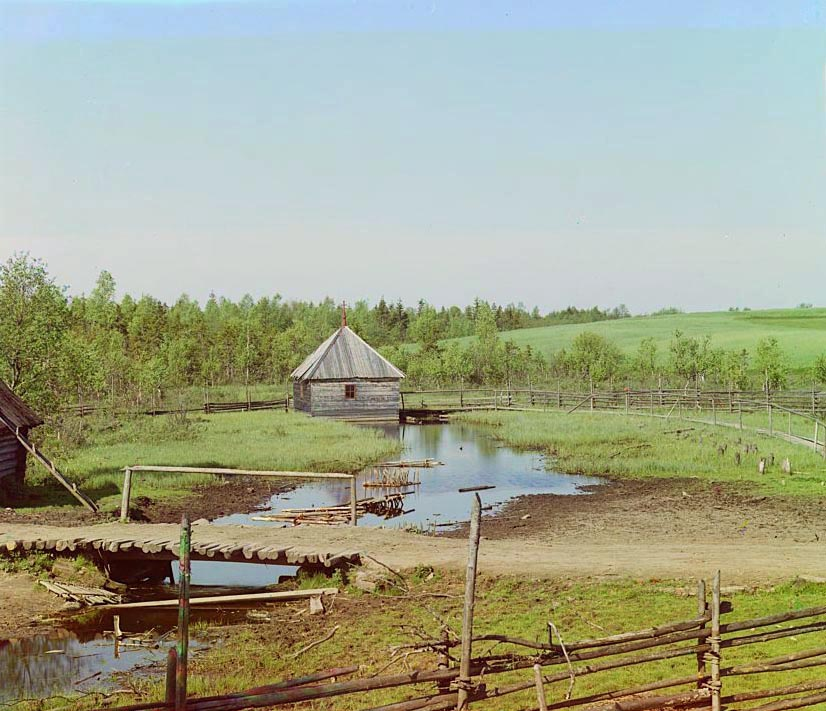
Source de la Volga (1910, Sergueï Prokoudine-Gorski)
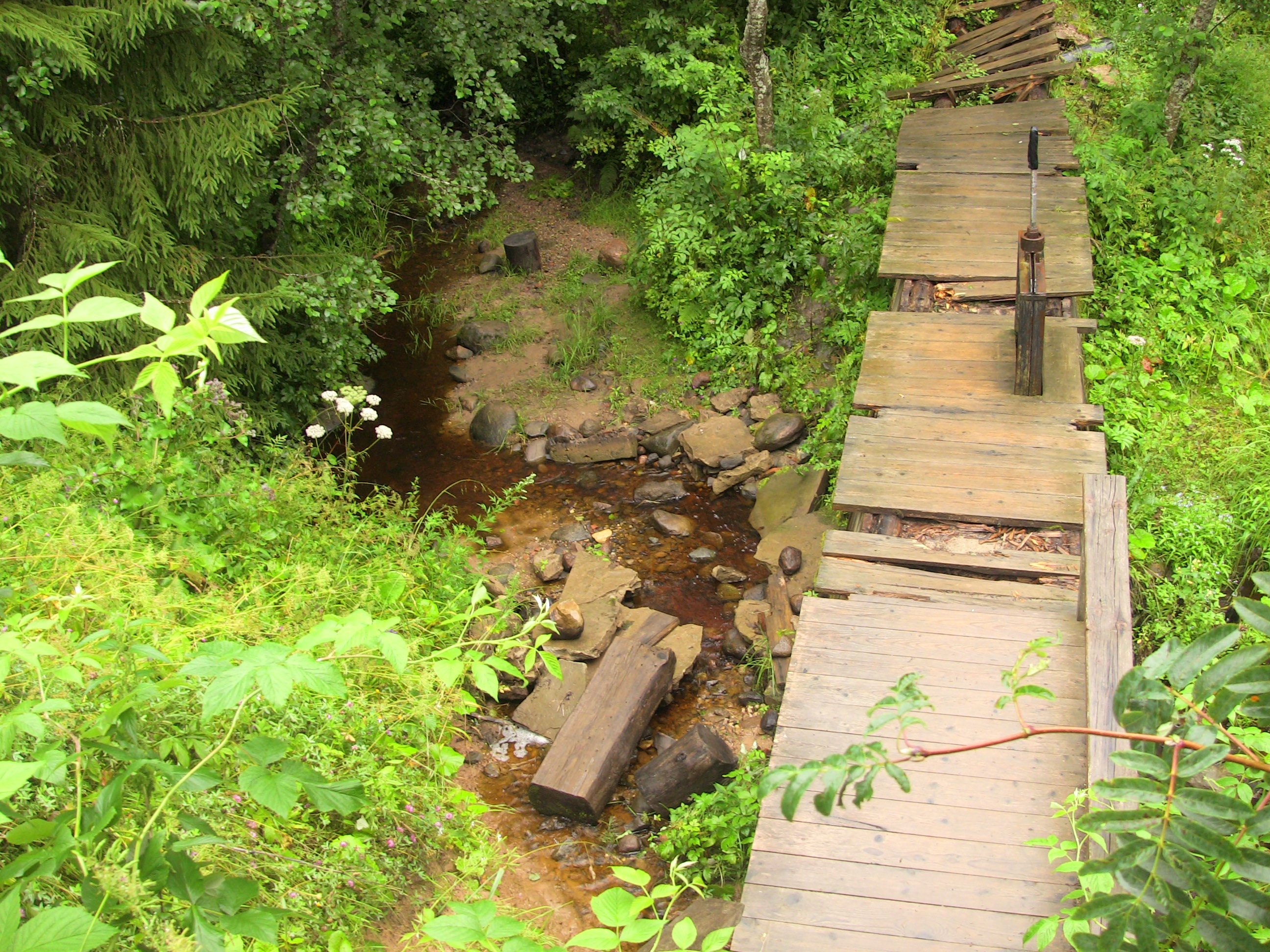
Premier barrage sur la Volga